# NGC 599
NGC 599 ist eine Elliptische Galaxie mit aktivem Galaxienkern vom Hubble-Typ E/S0 im Sternbild Walfisch südlich der Ekliptik. Sie ist rund 248 Millionen Lichtjahre von der Milchstraße entfernt und hat einen Durchmesser von etwa 105.000 Lichtjahren.
Im selben Himmelsareal befinden sich u. a. die Galaxien NGC 589, NGC 593, NGC 601, IC 128.
Die Typ-Ia-Supernova SN 2010gz wurde hier beobachtet.
Das Objekt wurde am 27. November 1785 vom deutsch-britischen Astronomen William Herschel entdeckt.